# Réserve naturelle nationale du val d'Allier
La réserve naturelle nationale du val d'Allier (RNN119) est une réserve naturelle nationale créée en 1994 autour du cours de l'Allier. Elle s'étend sur 1450 ha.

## Localisation

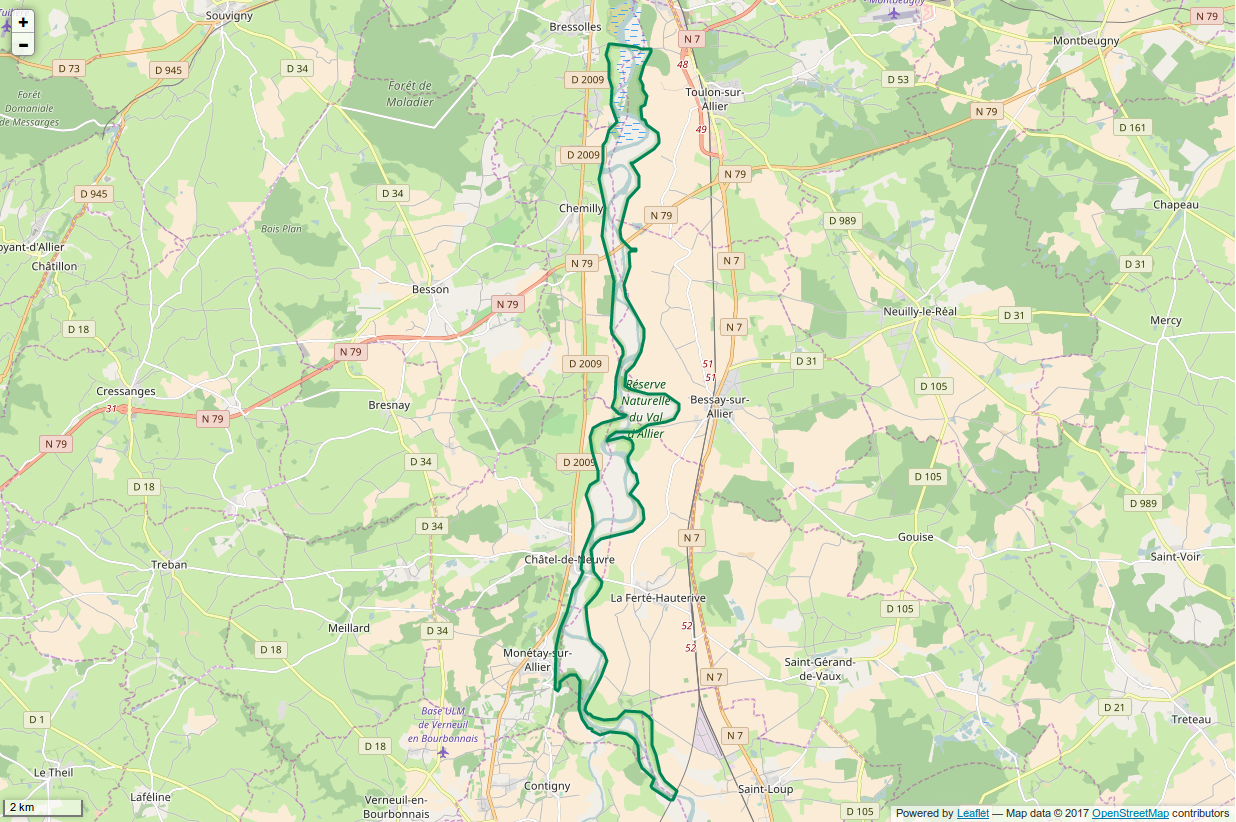
Périmètre de la réserve naturelle.

La réserve naturelle s'étend dans le département de l'Allier en amont de Moulins sur les communes de Bessay-sur-Allier, Bressolles, Châtel-de-Neuvre, Chemilly, Contigny, La Ferté-Hauterive, Monétay-sur-Allier, Saint-Loup et Toulon-sur-Allier.
Elle comprend les deux rives de l'Allier et s'étend sur une vingtaine de kilomètres de long, sa largeur variant de 0,4 à 2 kilomètres.

## Histoire du site et de la réserve

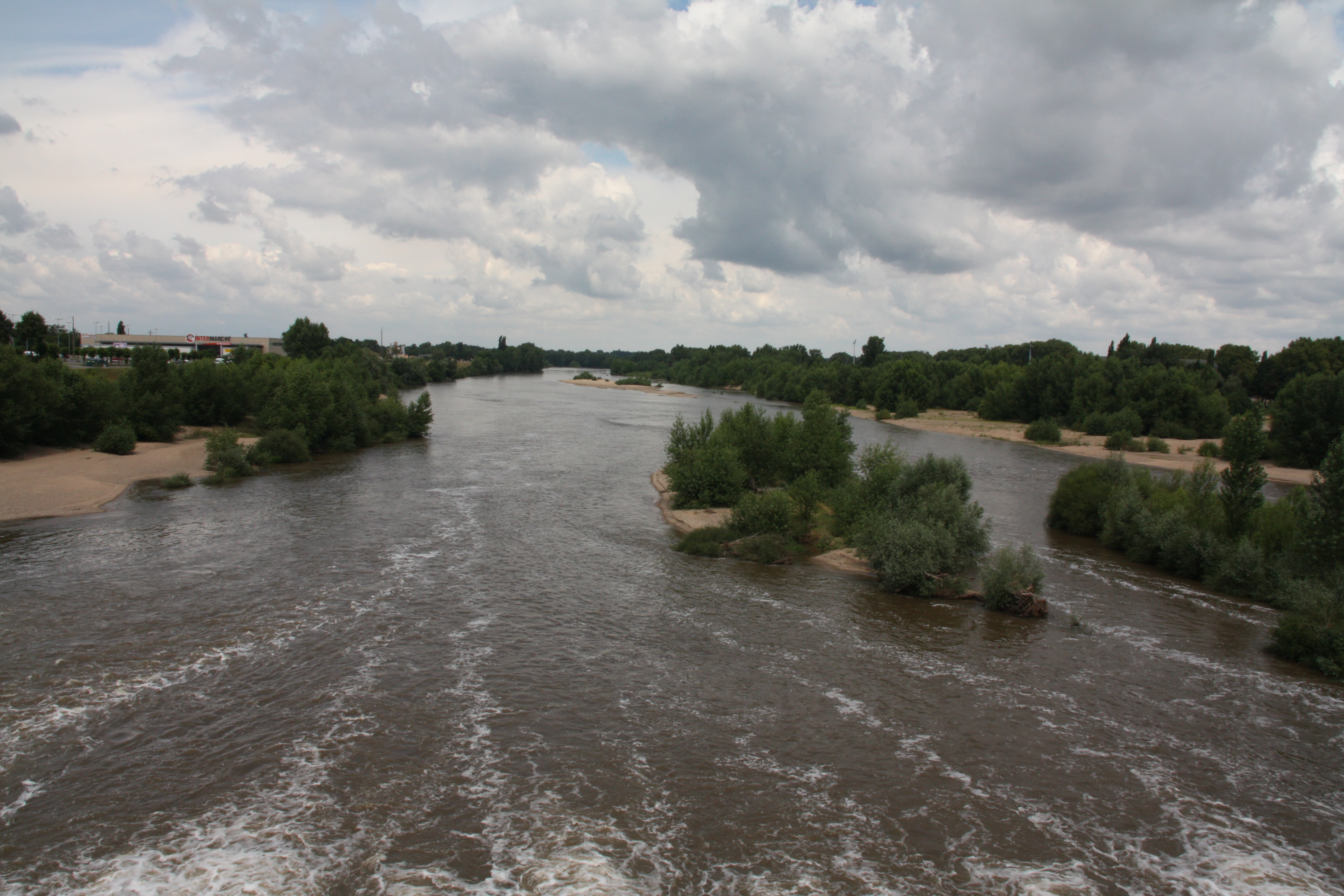
L'Allier à Moulins

Des réserves de chasse sont créées dès 1977 sur le site. Les conséquences des extractions massives de granulats dans le lit du cours d’eau et l’élaboration du Schéma d’Aménagement des Eaux de l’Allier provoquent une prise de conscience qui débouche sur une procédure de classement en réserve naturelle à partir de 1990. La réserve naturelle est créée en 1994.

## Écologie

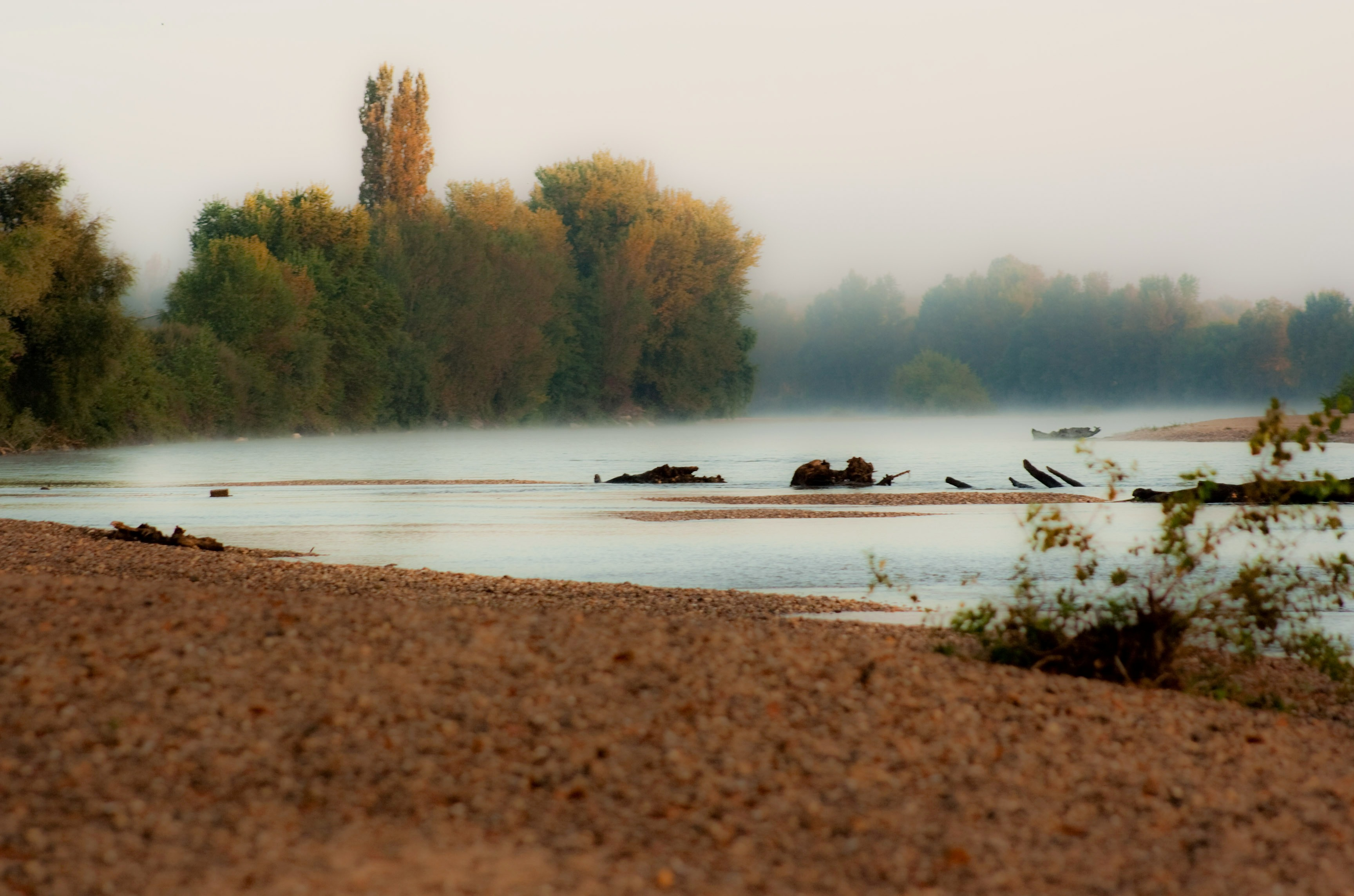
Bords de l'Allier vers Moulins

L'Allier est un des rares exemples en Europe d’une rivière presque totalement libre de ses mouvements. Elle érode et remodèle en permanence les berges. Les milieux engendrés sont très variés : bras morts, grandes îles, bancs de sable et de graviers, etc.
La mosaïque paysagère qui en découle est alignée sur le cours d'eau et joue le rôle de corridor écologique.

### Flore
Une visite sur le site permet de réaliser la diversité et la beauté de la flore des bords de l’Allier. On recense plus de 600 espèces de plantes dont certaines, apportées par la rivière, viennent d'Auvergne ou des Cévennes. L'organisation des milieux aboutit à un patchwork de communautés végétales très diverses. On compte également près de 200 espèces de champignons.

### Faune

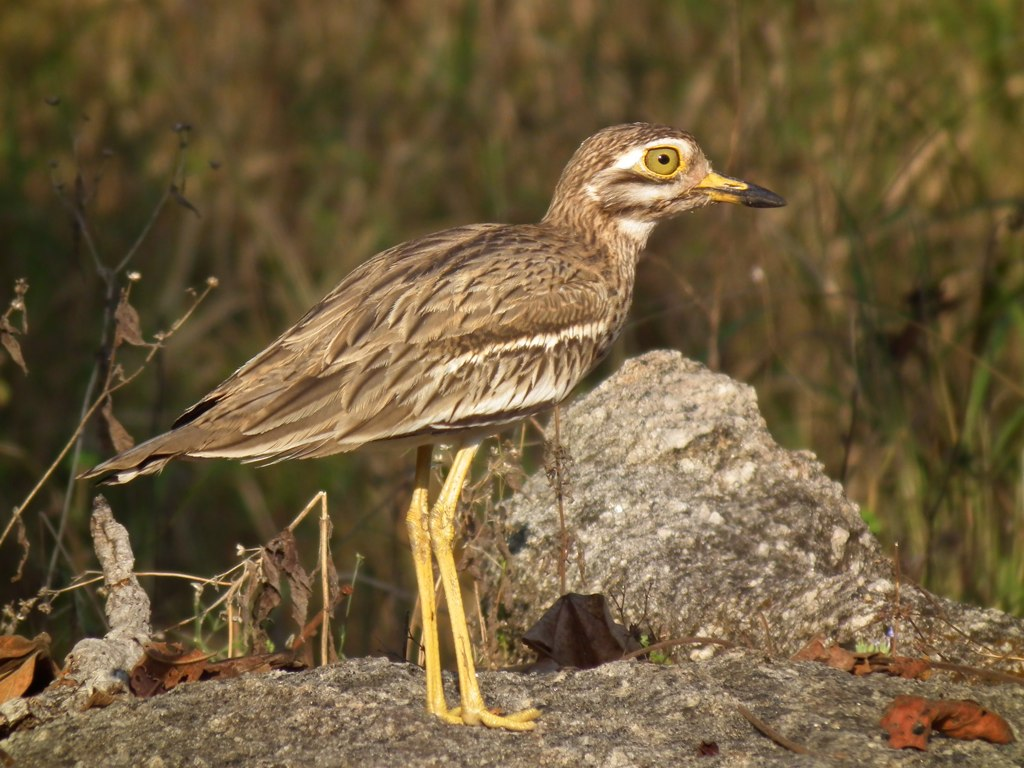
Œdicnème criard

Les milieux très riches du Val d'Allier abritent une faune nombreuse et variée.

#### Oiseaux
La rivière est tout d'abord un paradis pour les ornithologues. Avec plus de 100 espèces d’oiseaux nicheuses, la réserve n'a rien à envier à la Camargue. On trouve ainsi l’Œdicnème criard, les Sternes naines et pierregarins, le Petit gravelot, la Cigogne blanche, le Milan noir, l’Hirondelle de rivage, le Loriot d'Europe.
Au total plus de 260 espèces d’oiseaux ont été observées, soit 80 % de l’avifaune recensée dans toute la région Auvergne.

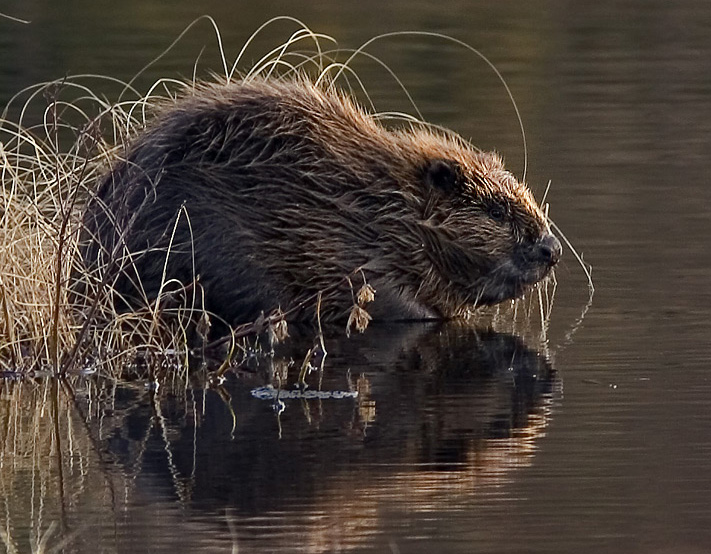
Castor d'Europe

#### Mammifères

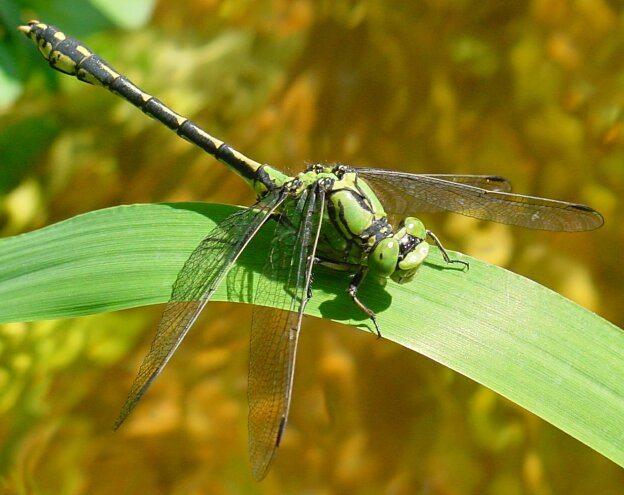
Gomphe serpentin

Le val d’Allier compte 45 espèces de mammifères dont 9 espèces de chauves-souris et la présence du Castor, de la Loutre d'Europe et du Chat forestier.

#### Reptiles et amphibiens
Douze espèces de batraciens sont connues sur la réserve naturelle.

#### Poissons

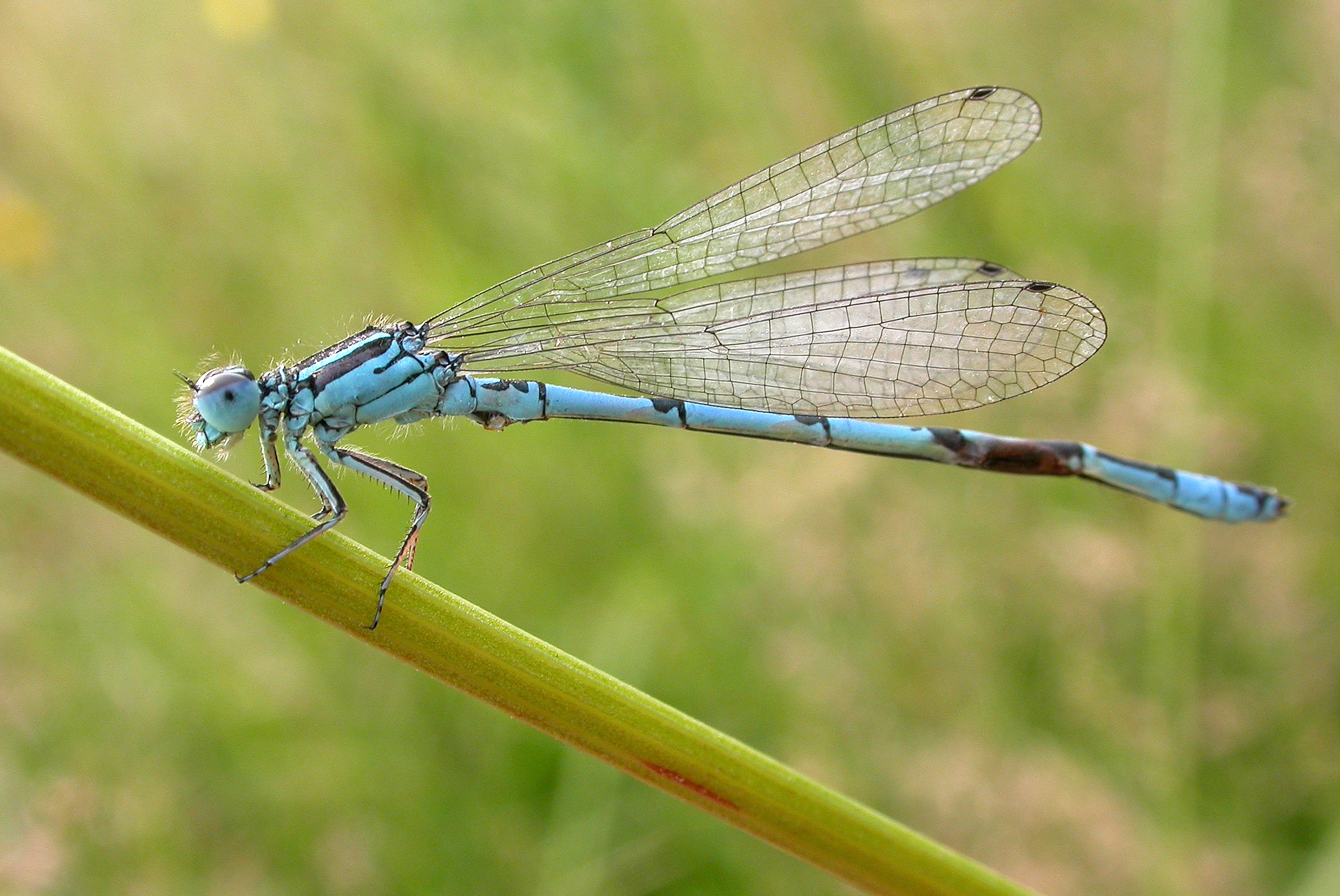
Agrion de Mercure

La faune piscicole est une des plus variées de France avec une quarantaine d’espèces de poissons dont le Saumon, la Grande alose, la Lamproie marine.

#### Invertébrés
On compte 49 espèces de libellules (Agrion de Mercure, Gomphe serpentin) et plus de 1000 espèces de coléoptères sur la réserve naturelle.

## Administration, plan de gestion, règlement
La réserve naturelle est gérée par le LPO Auvergne et l'ONF Berry Bourbonnais.

### Outils et statut juridique
La réserve a été créée le 25 mars 1994. Le premier plan de gestion a couvert la période 1995-2007. Le second plan de gestion couvre la période 2009-2013. Ses objectifs de premier ordre visent à conserver la diversité et la naturalité des habitats et à préserver l’unité paysagère.

## Intérêt touristique
Avec plus de 20 points d’accès, la réserve naturelle du Val d’Allier est l’une des plus accessibles de France.